# مؤتمر القمة الإسلامي الثاني
مؤتمر القمة الإسلامي الثاني (من 29 المحرم - أول صفر 1394هـ / 22 - 24 فبراير 1974)، عُقد بلاهور في باكستان.

## صدر عنه
أعلن في هذا المؤتمر: تقدير الدور البطولي الذي أدته دول المواجهة والمقاومة الفلسطينية في حرب رمضان. كما أعلن أن قضية الشعب الفلسطيني هي قضية كل الذين يؤمنون بأن من حق كل شعب أن يقرر مصيره بنفسه وبإرادته الحرة. وأن استعادة الحقوق للشعب الفلسطيني في وطنه كاملة هي الشرط الجوهري الذي لا بد منه لحل مشكلة الشرق الأوسط، وإقامة سلام دائم قائم على العدل. وأعلنوا أن الدول الإسلامية لا يمكن أن تقبل أي اتفاق أو بروتوكول أو تفاهم يقضي باستمرار الاحتلال الإسرائيلي لمدينة القدس، ووضعها تحت سيادة غير عربية. وأن انسحاب إسرائيل من القدس شرط أولي لا يقبل التغييرات لتحقيق سلام دائم في الشرق الأوسط.